# Bodianus masudai
Bodianus masudai là một loài cá biển thuộc chi Bodianus trong họ Cá bàng chài. Loài này được mô tả lần đầu tiên vào năm 1975.

## Từ nguyên
Từ định danh được đặt theo tên của Hajime Masuda, người đã thu thập mẫu định danh của loài này, và là đồng tác giả mô tả loài cá này.

## Phạm vi phân bố và môi trường sống
B. masudai được ghi nhận rải rác tại một số vị trí ở khu vực Tây Thái Bình Dương, bao gồm tỉnh Shizuoka và Wakayama trải dài đến Okinawa (Nhật Bản); đảo Đài Loan; Palau; Nouvelle-Calédonie và đảo Norfolk. Loài này cũng đã được ghi nhận thêm ở phía bắc đảo Sulawesi (Indonesia) và tại rạn san hô Great Barrier.
B. masudai sống gần những rạn san hô, được quan sát và thu thập ở độ sâu khoảng từ 30 đến ít nhất là 113 m. Ở rạn san hô Great Barrier, loài này đã được ghi nhận ở độ sâu khoảng 115–155 m.

## Mô tả
B. masudai có chiều dài cơ thể tối đa được ghi nhận là 15 cm. Cá trưởng thành có 3 dải sọc ngang màu đỏ tươi xen kẽ với các sọc trắng đối với các quần thể ở Nam bán cầu, trong khi hai sọc đỏ trên cùng ở quần thể Bắc bán cầu cách nhau bởi một dải sọc màu vàng (như hình).
Cá trưởng thành (ở hai bán cầu) có một đốm đen lớn trên nắp mang. Vây hậu môn và vây lưng có màu đỏ sẫm với viền trắng. Vây ngực trong suốt. Vây bụng có màu trắng ở gốc, còn lại có màu đen. Vây đuôi màu nâu đỏ. Cá con có 3 dải sọc ngang màu đen, cách nhau bởi các sọc màu vàng (đối với quần thể ở Nhật Bản), vùng thân còn lại có màu trắng.
Số gai ở vây lưng: 12; Số tia vây ở vây lưng: 10; Số gai ở vây hậu môn: 3; Số tia vây ở vây hậu môn: 12; Số tia vây ở vây ngực: 17.
B. masudai có số lược mang ít nhất (31) so với những loài trong phân chi Trochocopus (từ 35 đến 46). Sọc đỏ dưới cùng của B. masudai kéo dài từ ngay dưới mắt hơn là từ phía dưới của hàm như Bodianus sepiacaudus và Bodianus opercularis.

### Trích dẫn
- Martin F. Gomon (2006). "A revision of the labrid fish genus Bodianus with descriptions of eight new species" (PDF). Records of the Australian Museum, Supplement. Quyển 30. tr. 1–133. ISSN 0812-7387.